# 1987年亞洲城市象棋名手邀請賽
1987年亞洲城市象棋名手邀請賽，是第三屆亞洲城市象棋名手邀請賽，於1987年10月21日至29日在澳門舉行。

## 名次
1. 本溪卜风波
2. 江苏徐天红
3. 香港杨俊华
4. 香港赵汝权
5. 广州吕钦
6. 台北吴贵临
7. 泗水余仲明
8. 曼谷郑永杀
9. 溪门李锦欢
10. 澳门徐宝婵
11. 曼谷郑海泉
12. 新加坡梁兼华
13. 澳门梁伟洪
14. 怡保黎金福
15. 马尼拉林俊卿
16. 雅加达白建北